# Hasse Ekstedt
Hasse Ekstedt, född den 13 september 1946, död den 25 augusti 2019, var en svensk lärare, författare och ekonomisk teoretiker.
Ekstedt tog en fil. kand.-examen 1975 i matematik och ekonomi och genomförde därefter fortsatta studier i makroekonomi och internationell ekonomi. Han undervisade mellan 1979 och 1988 vid Handelshögskolan i Göteborg, och därefter vid Förvaltningshögskolan i Göteborg fram till sin pensionering 2011. Han fortsatte därefter sin karriär med flera publiceringar inom ekonomi, nationalekonomi och etik på internationella förlag.